# 慕容精
慕容精（？—397年），封北地王，昌黎郡棘城县（今辽宁义县）人，慕容鲜卑人，慕容部首领慕容涉归曾孙，慕容运之孙，慕容制之子，弟弟慕容钟。
385年，后燕王慕容垂任命堂弟北地王慕容精为冀州刺史，带领军队攻打苻定。397年，赵王慕容麟派兵劫持了左卫将军、北地王慕容精，派他率领禁军去刺杀皇帝慕容宝。慕容精以大义拒绝了慕容麟，慕容麟大怒，杀了慕容精，跑出城逃奔西山。

## 后代

### 子
- 慕容胜，慕容精之子。降北魏，其后裔豆卢宁。[1]
- 慕容丑，字钟葵，[原創研究？][2]慕容精之子，慕容胜弟，即豆卢丑，受姓豆卢氏。其子卢鲁元。其女为长孙翰媳妇、长孙侯妻。[3][4][5]

### 后裔
- 昌黎豆卢氏世系图